# Кінта-да-Боа-Віста

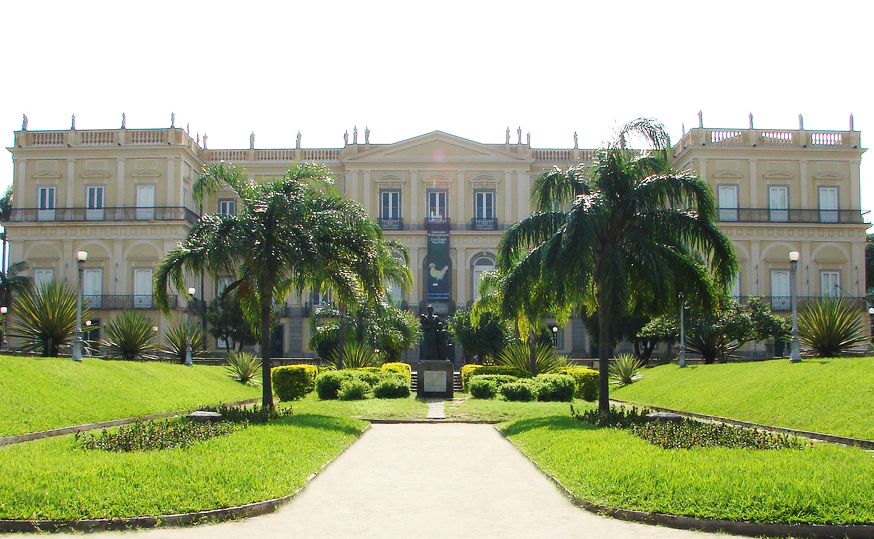
Палац Сан-Кристован

Кінта-да-Боа-Віста (порт. Quinta da Boa Vista, букв.  — «маєток гарного вигляду») — палацово-парковий комплекс на території міста Ріо-ді-Жанейро.
До середини XVII століття біля Кінта-да-Боа-Вісти розташовувалися володіння єзуїтів.
У 1800-ті багатий португалець Еліаш-Антоніу Лопіш на пагорбі побудував особняк, з якого було видно затоку Гуанабара, звідки володіння і отримало свою назву.
У 1808 майбутній король Португалії Жуан VI, отримавши в подарунок маєток, почав будівництво комплексу. У той час Кінта-да-Боа-Віста знаходилася порівняно далеко від Ріо, була оточена манграми та болотами.
У 1822 Бразилія здобула незалежність, і Кінта-да-Боа-Віста стала володінням місцевої імператорської родини. Після встановлення республіки комплекс став державною власністю.
Сьогодні в Кінта-да-Боа-Вісту, розташовану в північній частині міста, входять парк, палац Сан-Кристован та зоопарк Ріо-де-Жанейро  (понад 2 тис. видів тварин).
У палаці Сан-Кристован, названому на честь святого Христофора, в якому народилися діти Педру II, розташований Національний музей.
Нині Кінта-да-Боа-Віста є відомою визначною пам'яткою Ріо-де-Жанейро, що популярна серед туристів.